# Medalla commemorativa de la campanya a la Xina (1900-1901)
La Medalla commemorativa de la campanya a la Xina (1900-1901) (italià: Medaglia commemorativa della campagna in Cina (1900 - 1901)) és una medalla de campanya italiana, creada pel Rei Víctor Manuel III. Va ser creada mitjançant Reial Decret de 23 de juny de 1901, després de la Rebel·lió Boxer, per ser atorgada al personal civil o militar italià que participés de qualsevol manera en la defensa de les Legacions estrangeres. Va ser atorgada a:
- Personal de la Regia Marina embarcat en els vaixells de la Flota Oceànica que operessin al nord del 22º de latitud nord, al mar de la Xina
- Tropes del Regio Esercito que formessin part del cos d'operacions a la Xina
- Personal civil que ajudés a les tropes

Amb l'ordre ministerial de 28 d'octubre de 1901 es disposà que, el personal militar de qualsevol rang, que d'acord amb el Reial Decret de 29 de novembre de 1900 hagués estat en guerra a la Xina, podia portar una barra amb la inscripció "Cina 1900-1901".
Amb el Reial Decret de 15 de març de 1908 s'autoritzava a aquells que portessin la barra "Cina 1900-1901" a lluir una espasa platejada sobre el galó.

## Disseny

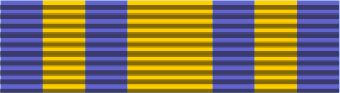
Galó de la medalla

Una medalla de bronze de 32mm. A l'anvers apareix la imatge del Rei Víctor Manuel III, sense corona i mirant a l'esquerra. A la part superior apareix la inscripció "VITTORIO EMANUELE III RE D'ITALIA"; i a la part inferior, "REGIA ZECCA". Al revers apareix una corona de llorer lligada a la part inferior amb una cinta, i al centre apareix la inscripció "Cina 1900-1901" en dues línies. Penja d'una cinta de color groc de 36mm d'ample, amb dues franges de 5mm en blau als costats, separades 3mm. La separació central groga és de 10mm.